# Chuuschuur

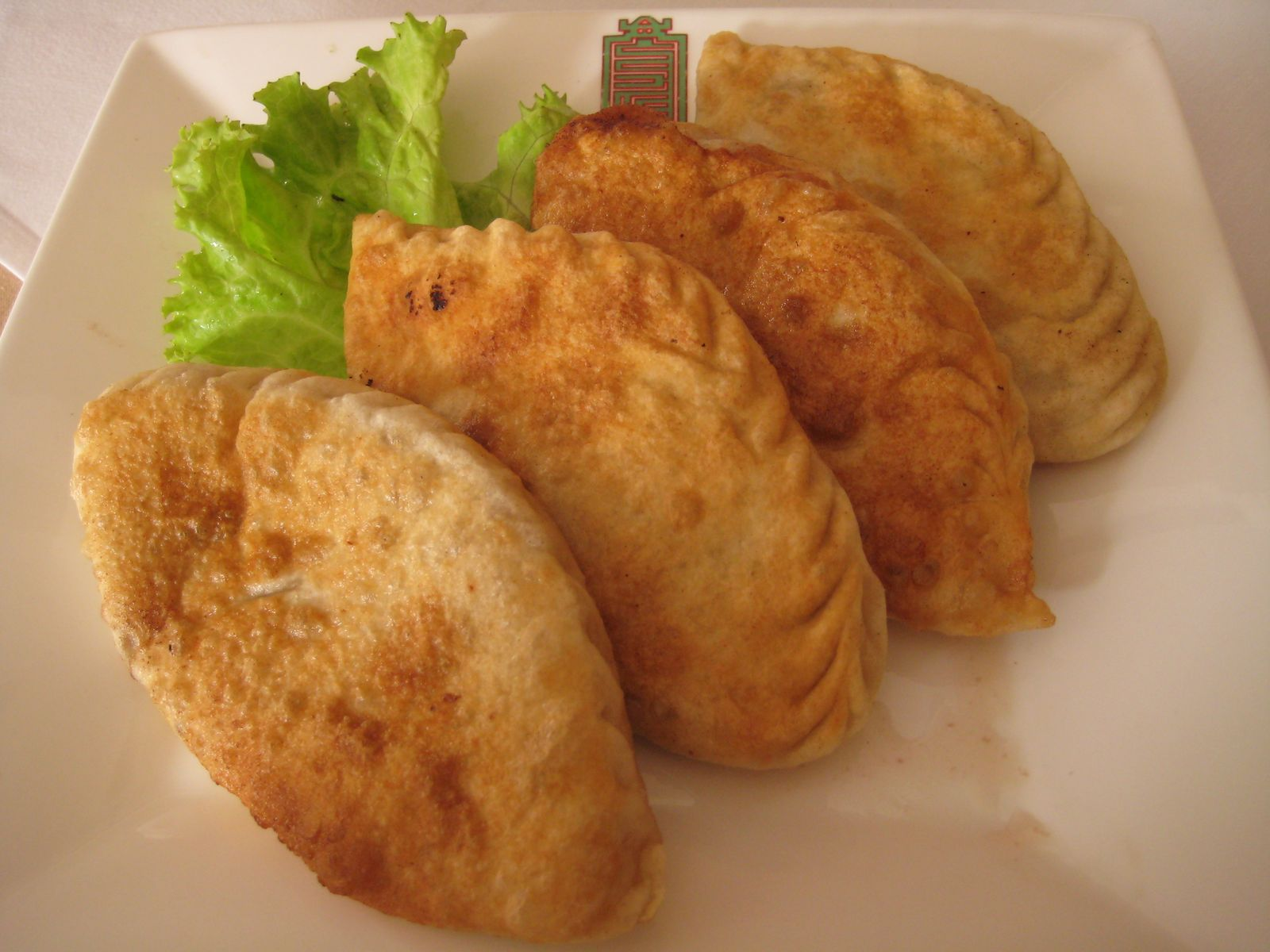
Chuuschuur

Chuuschuur (mongolisch хуушуур [xʊ́ːʃʊr]) sind gebratene oder frittierte Teigtaschen in der mongolischen Küche. Das Fleisch (normalerweise Hammelfleisch, manchmal Rind) wird mit Zwiebeln, Knoblauch, Salz, Kümmel und manchmal anderen Gewürzen gewürzt. Der Koch formt den Teig zu runden Batzen, dann füllt er das Fleisch hinein und faltet den Teigkreis auf die Hälfte, wodurch eine halbkreisförmige Teigtasche entsteht. Die Teigtaschen werden durch das Drücken der Naht geschlossen und in Öl gebraten, bis der Teig goldbraun wird. Chuuschuur werden heiß serviert und aus der Hand gegessen.
Eine häufig auf Märkten verkaufte Variante ist flach und rund.
Einige Mongolen halten frisch zubereitete, noch heiße Chuuschuur auf ihren Handflächen und mit den Fingerspitzen, um die Nerven und den Blutkreislauf der Hände anzuregen, dies gilt als gesund.